# Tzummervaart
De Tzummervaart (Fries en officieel: Tsjommer Feart) is een kanaal in de gemeente Franekeradeel in Friesland. Het ontspringt het van Harinxmakanaal ten zuiden van Franeker en gaat ten oosten van Lollum op in de Lathumervaart. Het kanaal stroomt door Miedum, Tzum en Tolsum. Uit het kanaal ontspringt de Oudemeer.